# Józef Szpikowski
Józef Edmund Szpikowski – polski geograf, dr hab. nauk o Ziemi, profesor uczelni Instytutu Geoekologii i Geoinformacji Wydziału Nauk Geograficznych i Geologicznych Uniwersytetu im. Adama Mickiewicza w Poznaniu.

## Życiorys
27 czerwca 2000 obronił pracę doktorską Zróżnicowanie erozji gleb na stokach użytkowanych rolniczo w zlewni młodoglacjalnej (Pomorze Zachodnie, Chwalimski Potok), 30 maja 2011 habilitował się na podstawie pracy zatytułowanej Antropogeniczne przekształcenia rzeźby zlewni Perznicy w neoholocenie (Pojezierze Drawskie, dorzecze Parsęty). Został zatrudniony na stanowisku adiunkta w Instytucie Geoekologii i Geoinformacji  na Wydziale Nauk Geograficznych i Geologicznych Uniwersytetu im. Adama Mickiewicza.
Jest członkiem Rady Dyscypliny Naukowej – Nauk o Ziemi i Środowisku Uniwersytetu im. Adama Mickiewicza w Poznaniu, oraz Komisji Nauk o Ziemi na Oddziale Polskiej Akademii Nauk w Poznaniu.
Awansował na stanowisko profesora uczelni w Instytucie Geoekologii i Geoinformacji na Wydziale Nauk Geograficznych i Geologicznych Uniwersytetu im. Adama Mickiewicza w Poznaniu.
Kierownik Pracowni Monitoringu Środowiska Przyrodniczego w Instytucie Geoekologii i Geoinformacji WNGiG oraz Stacji Geoekologicznej UAM w Storkowie.